# Retroexcavadora

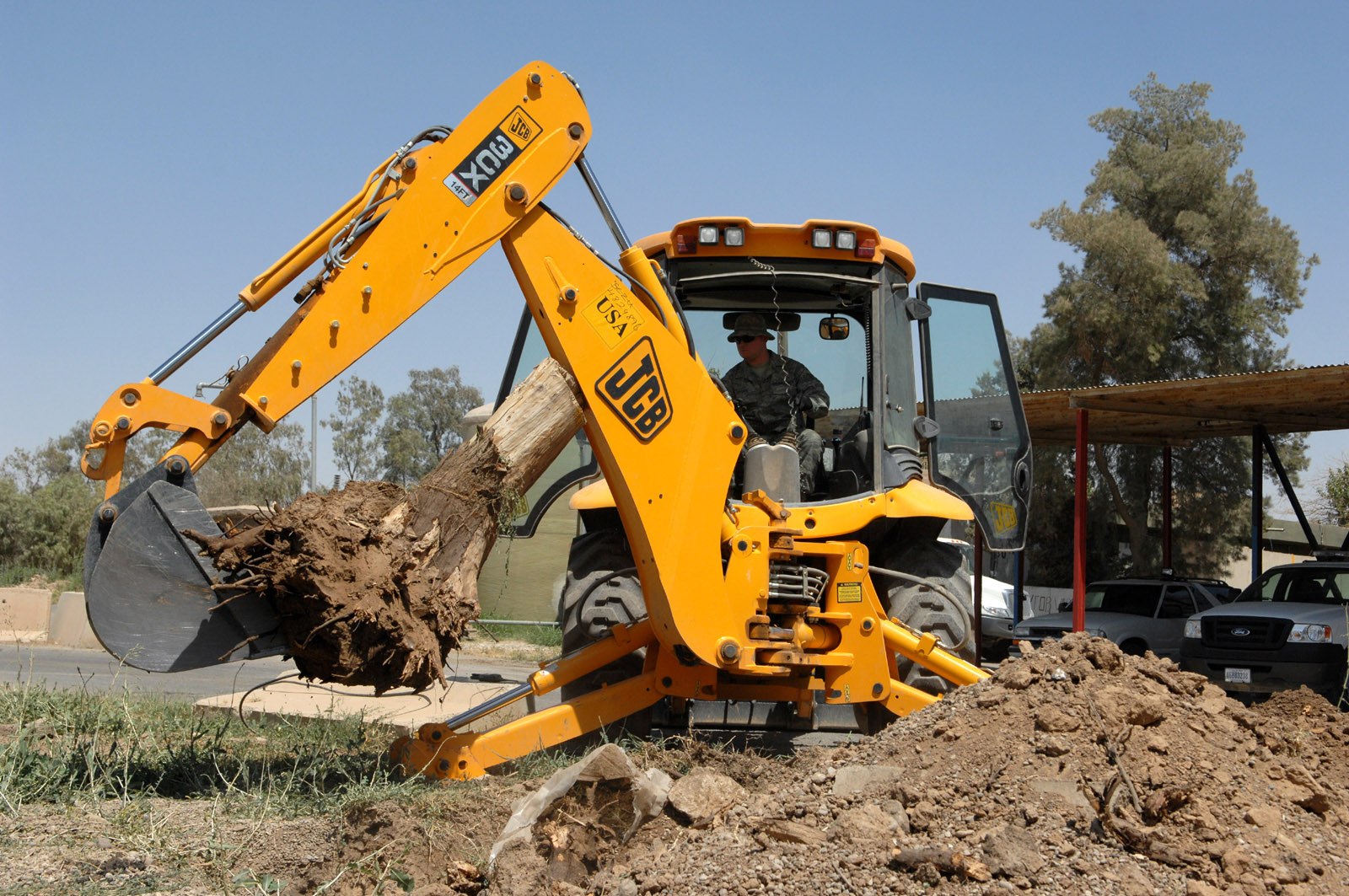
Vista posterior d'un JCB 3CX mostrant una retroexcavadora, emprada per traure una soca. Els estabilitzadors horitzontals estan desplegats per a prevenir que l'equip basculi quan el braç ha estat estès.

La retroexcavadora (també dita retrocarregadora, excavadora carregadora, excavadora mixta, excavadora de cullera retroactora, carregadora mixta o pala mixta) (backhoe, en anglès) és una màquina de construcció utilitzada per a realitzar treballs d'excavació. És una variant de l'excavadora i no ha de ser-hi confosa.
Es destria de l'excavadora pel fet que disposa d'una pala addicional en la part frontal, a més del cassó o cullera per a excavar en l'extrem d'un braç articulat muntat en la seva part posterior.
La retroexcavadora s'utilitza habitualment en obres per al moviment de terres, per a realitzar rampes en solars o per obrir rases destinades al pas de canonades, cables, drenatges, etc, així com per a preparar el terreny o calçada on s'assenten els fonaments dels edificis.
El xassís pot anar muntat sobre cadenes o bé sobre pneumàtics. En aquest darrer cas estan proveïdes de gats hidràulics per a fixar la màquina al sòl.
La retroexcavadora, a diferència de l'excavadora frontal, incideix sobre el terreny excavant de dalt cap avall, i del front cap a la pròpia màquina; d'aquí el seu nom. És utilitzada per a treballar el moviment de terres a nivell inferior a pla de suport, o una mica superior a aquest.
La persona que maneja la retroexcavadora ha de tenir un entrenament previ per a usar aquesta màquina de manera adequada.